# 烏埃省
烏埃省（法語：Houet）是布基納法索上盆地大區中部的一個省，面積11,568平方公里。2006年人口902,662人。首府博博迪烏拉索。
本區下轄九縣。